# 자메이카 달러
달러(영어: dollar)는 자메이카의 통화로 1 달러는 100 센트(cents)로 나뉜다. 케이맨 제도는 1972년까지 자메이카 달러를 통화로 사용했다.
자메이카는 1969년에 달러를 도입했다. 센트 단위는 물가상승으로 잘 사용하지 않으며 1, 5, 10, 20 달러 동전과 50, 100, 500, 1000, (고액권) 5000 달러 지폐가 통용된다.

## 같이 보기
- 자메이카의 경제